# 小笠原亞里沙
小笠原亞里沙（日语：／ Ogasawara Arisa，1980年9月30日—）是東京都出身的女性聲優、女演員。屬於向日葵劇團青年部。

## 來歷・人物
在小学時，就在向日葵劇團中以童星身分活躍著、之後不但以演員的身份也以聲優的身份擴大自己的演藝領域。特技為鋼琴。興趣是散歩。喜歡棒球是讀賣巨人隊的球迷。血型A型。
以演出『NHK高校講座日本史』的導覽者而出名。声優代表作有『機動戰士鋼彈00』的索瑪·皮利斯和哈囉、『麻辣女孩』。另外也負責琳賽·蘿涵和希拉蕊·朵芙的配音。

## 演出作品

### 電視劇
演出
- 機動刑事ジバン（1989年、朝日電視台）
- 世界奇妙物語 第12話「親切すぎる家族」（1990年、富士電視台） - 市村沙織
- 妻たちの劇場 真夏の出来事（1992年、富士電視台）
- 引っ越せますか（1993年、日本電視台） - 琴子的朋友
- もうひとつのJリーグ（1993年、日本電視台）
- 愛の劇場 とっても母娘（1995年、TBS）
- 火曜サスペンス劇場 当番弁護士3（1997年2月4日、日本電視台） - 樋口美樹
- はぐれ刑事純情派 Part12 第8話（1999年、朝日電視台）
- 超人力霸王納克斯 第5話（2004年、CBC）
- 天花 (早上劇)（2004年、NHK）
- 相棒 系列3 第12話（2005年、朝日電視台）
- 天才兒童MAX 天才兒童MAX連續劇『おむすびころりん地底人』（2006年、NHK教育） - 教師

### 電視動畫
1998年
- 星際牛仔（梅芳）

1999年
- 傀儡師左近（河合舞）
- デビルマンレディー（二宮知枝）

2002年
- 麻辣女孩（金姆）
- 攻殼機動隊STAND ALONE COMPLEX

2003年
- 狼雨（潔紗）

2007年
- 大江戶火箭（阿陸）
- 機動戰士鋼彈00（索瑪·皮利斯、哈囉）
- 結界師（志志尾涼）
- 意外（松永芙美）
- 驅魔少年（路露·比魯(露露貝爾)）
- 神奇寶貝鑽石&珍珠（荷諾卡）
- 麻辣女孩 第4季（金姆）

2008年
- 機動戰士GUNDAM 00第二季（索瑪·皮利斯、哈囉）

2009年
- ぜんまいざむらい（小雨、小孩子A、町人D）
- 神奇寶貝鑽石&珍珠（諾亞）

2010年
- 花圈圈幼稚園（水主川老師）
- 吊帶襪天使（Panty）
- HEROMAN（荷莉・維吉尼亞・瓊斯）

2014年
- 舞力四射（ユキ）

2015年
- 櫻子小姐腳下埋著屍體（母親、小亞）

2016年
- 聖戰刻耳柏洛斯 龍刻的災禍（托米特）

2025年
- 新吊帶襪天使（Panty[1]）

### OVA
- 聖鬥士星矢 THE LOST CANVAS 冥王神話（賽琳莎）

### 劇場版動畫
- 宵星傳奇（希斯卡・艾希普）
- 劇場版 機動戰士鋼彈00 -A wakening of the Trailblazer-（索瑪·皮利斯（瑪麗·皮利斯）、哈囉（橘色））

### 遊戲
- SD鋼彈G世代 世紀戰役（索瑪·皮利斯、哈囉(00)）
- 機動戰士鋼彈00（索瑪·皮利斯）
- 天誅4（菊姫）

### 節目
- NHK高中講座日本史

## 外部連結
- Yahoo! JAPAN - 小笠原 亞里沙的檔案

1. ↑  . Comic Natalie. 2024-12-24  [2024-12-24]. （原始内容存档于2025-02-12） （日语）.